# Радченко, Иван Семёнович
Иван Семёнович Радченко (19 января 1926 — 22 сентября 1981) — воздушный стрелок 136-го гвардейского штурмового Сталинского Краснознаменного ордена Суворова 2-й степени авиационного полка (1-я гвардейская штурмовая авиационная дивизия, 1-я воздушная армия, 3-й Белорусский фронт), гвардии сержант, кавалер ордена Славы трёх степеней.

## Биография
Родился 19 января 1926 года в станице Константиновская Константиновского района Ростовской области.
В 1943 году был призван в Красную Армию. На фронте в Великую Отечественную войну с февраля 1943 года. Сражался на Южном, 4-м Украинском, 3-м Белорусском фронтах.
20 октября 1944 года в группе из шести Ил-2 в ходе выполнения боевого задания в районе города Гумбиннен, Пилькаллен (Восточная Пруссия — ныне город Гусев, поселок Добровольск Калининградской области) гвардии сержант Радченко отразил 4 атаки истребителей FW-190. 4 февраля 1945 года в составе экипажа 4 раза летал на сопровождение наступающей пехоты в районе города Цинтен и Фишхаузен (Восточная Пруссия — ныне поселок Корнево и город Приморск Калининградской области), нанес противнику большой урон в живой силе и технике.
13 февраля 1945 года награждён орденом Славы 3-й степени. 
18 февраля 1945 года в ходе выполнения боевого задания в районе города Куссен-Радшен (Восточная Пруссия – ныне поселок Весново Калининградской области) огнем из пулемета уничтожил несколько повозок, автомашин и много гитлеровцев. 4 марта в районе города Хермсдорф (Восточная Пруссия — ныне поселок Пограничный Калининградской области) в воздушном бою с превосходящими силами противника прицельным огнем отразил 6 атак истребителей Ме-109. Был представлен к награждению орденом Славы 2-й степени.
Пока по инстанциям ходили наградные документы, бои продолжались. И в них вновь отличился воздушный стрелок Радченко.
В боях по ликвидации окруженных группировок противника южнее города Кёнигсберг (Калининград) гвардии сержант Радченко произвел в составе экипажа 23 успешных вылета, в ходе которых уничтожил 6 автомашин, 4 повозки, подавил 2 зенитных орудия, вывел из строя большое количество фашистских солдат, отразил 3 атаки вражеских истребителей. 18 марта 1945 года в воздушных боях в районе города Раушен (Восточная Пруссия — ныне город Светлогорск Калининградской области) отразил 3 атаки немецких самолетов.
2 апреля 1945 года гвардии сержант Радченко Иван Семёнович награждён орденом Славы 2-й степени.
Войну закончил в Восточной Пруссии. Всего к маю 1945 года воздушный стрелок Радченко участвовал более чем в 120 боевых вылетах. После Победы продолжил службу в армии.
Указом Президиума Верховного Совета СССР от 15 мая 1946 года за образцовое выполнение заданий командования на завершаеющем этапе Великой Отечественной войны гвардии сержант Радченко Иван Семёнович награждён орденом Славы 1-й степени. Стал полным кавалером ордена Славы.
В августе 1964 года уволен в запас в звании майора. Жил в городе Львове, Украинская ССР. Скончался 22 сентября 1981 года.

## Награды
- Орден Красной Звезды (15.10.1944)[2]
- орден Славы I степени(от 15 мая 1946 года)[1]
- орден Славы II степени(2 апреля 1945 года)
- орден Славы III степени (13 февраля 1945 года )
  - медали, в том числе:

- - ««За взятие Кёнигсберга»» (1945)
  - «В ознаменование 100-летия со дня рождения Владимира Ильича Ленина» (6 апреля 1970)
  - «За победу над Германией в Великой Отечественной войне 1941—1945 гг.» (1945)[3]
  - «20 лет Победы в Великой Отечественной войне 1941—1945 гг.» (7 мая 1965[4])
  - «30 лет Победы в Великой Отечественной войне 1941—1945 гг.»[5]

- - «30 лет Советской Армии и Флота»[6]
  - «40 лет Вооружённых Сил СССР»[7]
  - «50 лет Вооружённых Сил СССР» (26 декабря 1967[8])
  - «60 лет Вооружённых Сил СССР» (28 января 1978[9])

- Знак «25 лет победы в Великой Отечественной войне» (1970)